# Félix Sienra
Félix Sienra (ur. 21 stycznia 1916 w Montevideo, zm. 30 stycznia 2023 tamże) – urugwajski żeglarz i olimpijczyk.

## Życiorys
Z zawodu był prawnikiem. W 1948 jako żeglarz reprezentował Urugwaj na XIV Letnich Igrzyskach Olimpijskich w Londynie, występując w klasie Firefly. Sierna uplasował się wówczas na 6. miejscu na 21 startujących.
Dwukrotnie od 1973 do 1975 i od 2003 do 2006 był komandorem Yacht Clubu Urugwaju. Pełnił również funkcję wiceprzewodniczącego Urugwajskiego Komitetu Olimpijskiego.
Po śmierci Arne Kainlauriego w dniu 11 marca 2020 został najstarszym żyjącym olimpijczykiem na świecie. 17 stycznia 2023 roku Sienra został najstarszym żyjącym olimpijczykiem wszech czasów, a cztery dni później został pierwszym olimpijczykiem, który dożył 107 lat.